# ブカレスト地下鉄
ブカレスト地下鉄（ブカレストちかてつ、ルーマニア語:Metroul Bucureşti（メトロウル・ブクレシュティ）、英語:Bucharest Metro（ブカレスト・メトロ））は、ルーマニアの首都ブカレストを走る地下鉄である。通称はメトロウ（Metrou）。
運営会社はメトロレックス（Metrorex）。ブカレストでは最もよく利用される公共交通機関のひとつであり、平均して週に延べ75万人の利用者を運ぶ。2015年現在の路線の総延長は69.25キロメートル、51の駅が設置されている。

## 歴史
ブカレストの地下鉄計画は1930年代末に、ブカレストの都市近代化計画の一環として持ち上がった。1938年、ブカレストの当局は地下鉄の計画と建設に関する職務をS・A・メトロポリタヌル社（S.A. Metropolitanul）に割り当て、1941年の開業を目指したものの、第二次世界大戦の勃発とその後の共産主義化の混乱の中で計画は中止された。
1970年、都市の急速な開発の進行に伴って、それまでの公共交通システムは限界をむかえていた。このことに関して委員会が設置され、委員会はブカレストへの地下鉄システムの導入を求めた。共産主義時代のルーマニアの大型建設プロジェクトには国民の館をはじめ不要であったと見られるものが多い中、この地下鉄計画は「共産主義時代の大型建設プロジェクトの唯一の成功例」とも評される。
ブカレストの地下鉄建設は他の東ヨーロッパ諸国とは異なっていた。まず、駅のデザインはシンプルで、輪郭のくっきりした現代的なデザインが採用され、モザイクやけばけばしい照明、過度の装飾は排除された。駅は乗り換えなどの利便性を第一に設計されている。また、他の東ヨーロッパ諸国とは異なり、車両のほとんどがルーマニア国内で製造されたものであるが、これはかつて国の政策により機器・技術の輸入が制限されていたことによる。各駅は同じ色をテーマに統一され、また計画は公開されていた。それぞれの駅がそれぞれ異なる姿になるように設計された。しかし、1980年代にはエネルギー節約のために照明が控えられ、駅は薄暗かった。ブカレストはルーマニア最大の都市であり、東ヨーロッパ全体でみても有数の規模を誇る。そのため、その地下鉄の規模も巨大であり、プラハ、ブダペスト、アムステルダムなどの地下鉄よりも大きい。計画路線がすべて完成すると、その総延長は100キロメートルを、駅の数は80を超える。

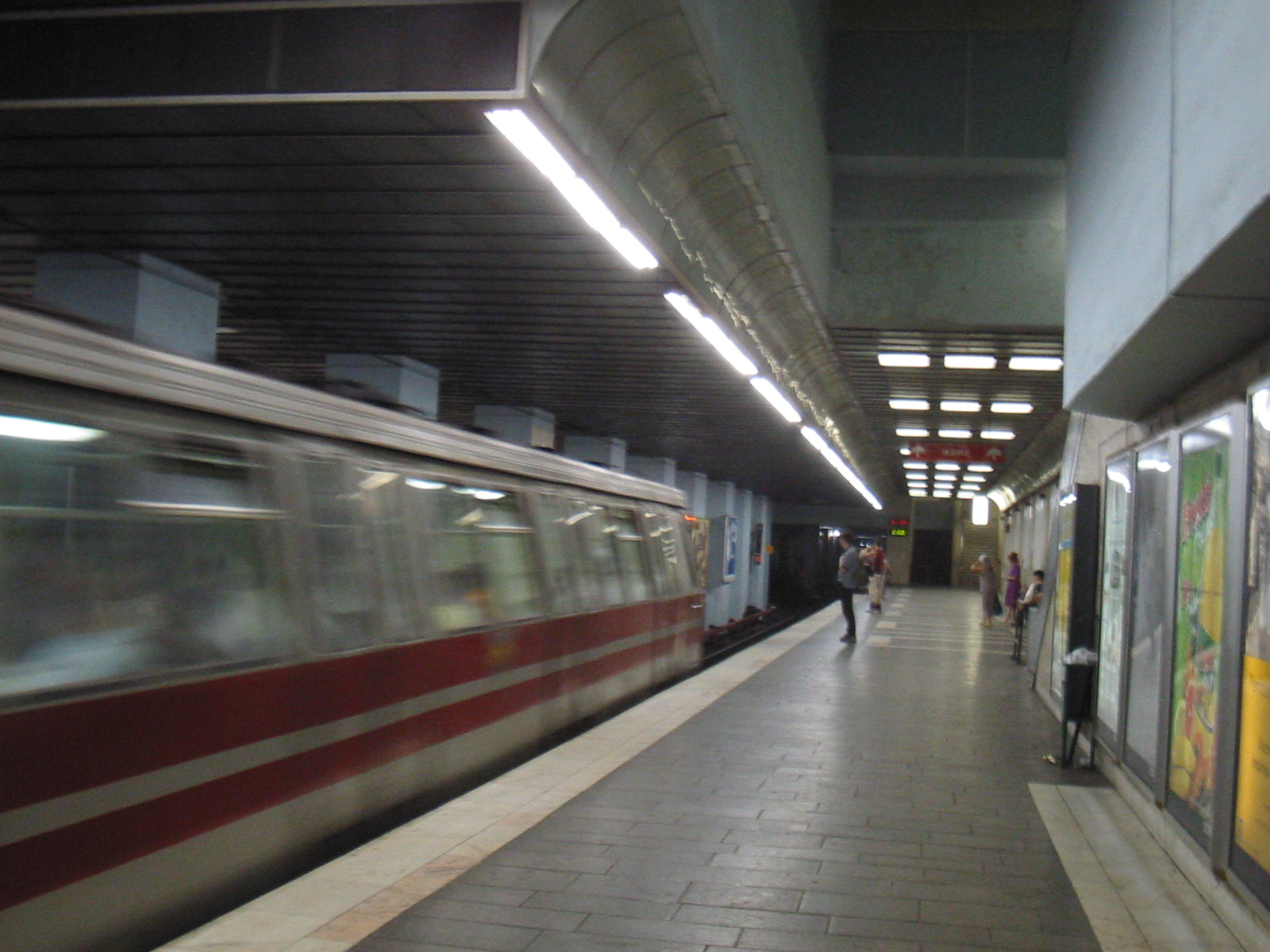
ガーラ・デ・ノルド1駅に進入する車両 （M1号線、ドリストル2駅方面）

1979年11月16日、M1号線の区間が初めて開通した。開通したのはティンプリ・ノイ駅からセマナトアラ駅までの区間6.2キロメートルで、6つの駅があった。その後、次の区間が順次開通していった。
- 1981年12月: M1/M3号線 ティンプリ・ノイ駅 - レプブリカ駅; 10.1キロメートル、6駅
- 1983年8月: M3号分岐線 エロイロール駅 - インドゥストリイロール駅; 8.63キロメートル、5駅（後にゴルジュルイ駅が1991年に追加される）
- 1984年12月: M1号線セマナトアラ駅 - クルンガシ駅; 0.97キロメートル、1駅
- 1986年1月: M2号線 ピアツァ・ウニリイ駅 - デポウルIMGB駅（後にベルチェニ駅に改名）; 9.96キロメートル、8駅
- 1987年10月: M2号線ピアツァ・ウニリイ駅 - ピペラ駅; 8.72キロメートル、6駅
- 1987年12月: M1号線クルンガシ駅 - ガーラ・デ・ノルド1駅; 2.83キロメートル、2駅
- 1989年8月: M1号線ガーラ・デ・ノルド1駅 - ドリストル2駅; 7.8キロメートル、6駅
- 1990年1月: M1/M3号線レプブリカ駅 - パンテリモン駅; 1.43キロメートル、1駅（単線）
- 2000年3月: M4号線ガーラ・デ・ノルド2駅 - 1マイ駅; 3.6キロメートル、4駅
- 2008年11月: M3号線ニコラエ・グリゴレスク2駅 - リニア・デ・チェントゥーラ駅; 4.7キロメートル、3駅
- 2011年7月1日： M4号線1マイ駅 - パルク・ブラジレスク駅; 2.62キロメートル、2駅
- 2017年3月31日：M4号線パルク・ブラジレスク駅 - ストラウレシュティ駅; 1.89キロメートル、2駅[3]
- 2020年9月15日：M5号線ルウル・ドアムネイ駅/ヴァレア・ヤロミツェイ駅 - エロイロール駅; 6.87キロメートル、10駅[4]

ヴィクトリエイ駅などの乗換駅には2つのターミナルがあり、それぞれヴィクトリエイ1駅、ヴィクトリエイ2駅と言うように異なる名称がつけられている。ネットワーク図ではそれらは接続して描かれており、実際に同じ駅の構内に階の異なる2つのターミナルがある。ただし、ガーラ・デ・ノルド1駅とガーラ・デ・ノルド2駅は別々に分かれており、この駅で乗り換える際は一度改札を出たうえで、その先の区間のチケットを新しく買う必要がある。そのため、M4号線とM1号線の間を乗り換える際はひとつ手前のバサラブ駅を利用する。
一般的にブカレスト地下鉄の駅は巨大な地下空間を特徴としており、その中でも最大の地下空間を持つピアツァ・ウニリイ駅はアウトレット店やファーストフード店を備え、地下通路は複雑に入り組んでいる。

## メトロレックス
メトロレックス（Metrorex）はブカレスト地下鉄を運営しているルーマニアの会社。一方、路面電車やトロリーバス、市バスといったブカレストの地上の公共交通機関はRATBによって運営されており、運営主体が異なる。

## ネットワーク
2015年現在、ブカレスト地下鉄の路線の大部分が地下を走っているが、M2号線南端のベルチェニ（旧デポウルIMGB）駅付近のみ地上区間である。

| 色 | 路線名 | 開業年           | 建設中・計画中を含む全区間                                     | 開業済み区間                                                   |
| -- | ------ | ---------------- | -------------------------------------------------------------- | -------------------------------------------------------------- |
|    | M1号線 | 1979年           | ドリストル駅 - パンテリモン駅                                  | ドリストル駅 - パンテリモン駅                                  |
|    | M2号線 | 1986年           | ピペラ駅 - ベルチェニ駅                                        | ピペラ駅 - ベルチェニ駅                                        |
|    | M3号線 | 1989年           | プレチズィエイ駅 - アンゲル・サリニー駅                        | プレチズィエイ駅 - アンゲル・サリニー駅                        |
|    | M4号線 | 2000年           | ガーラ・デ・ノルド2駅 - ストラウレシュティ駅                   | ガーラ・デ・ノルド駅 - パルク・ブラジレスク駅                  |
|    | M5号線 | 2020年度（部分） | パンテリモン駅 - ルウル・ドアムネイ駅/ヴァレア・ヤロミツェイ駅 | エロイロール駅 - ルウル・ドアムネイ駅/ヴァレア・ヤロミツェイ駅 |
|    | M6号線 | 未定             | 1マイ駅 - オトペニ空港駅                                       | -                                                              |

## 列車
車両は次の2種類がある。

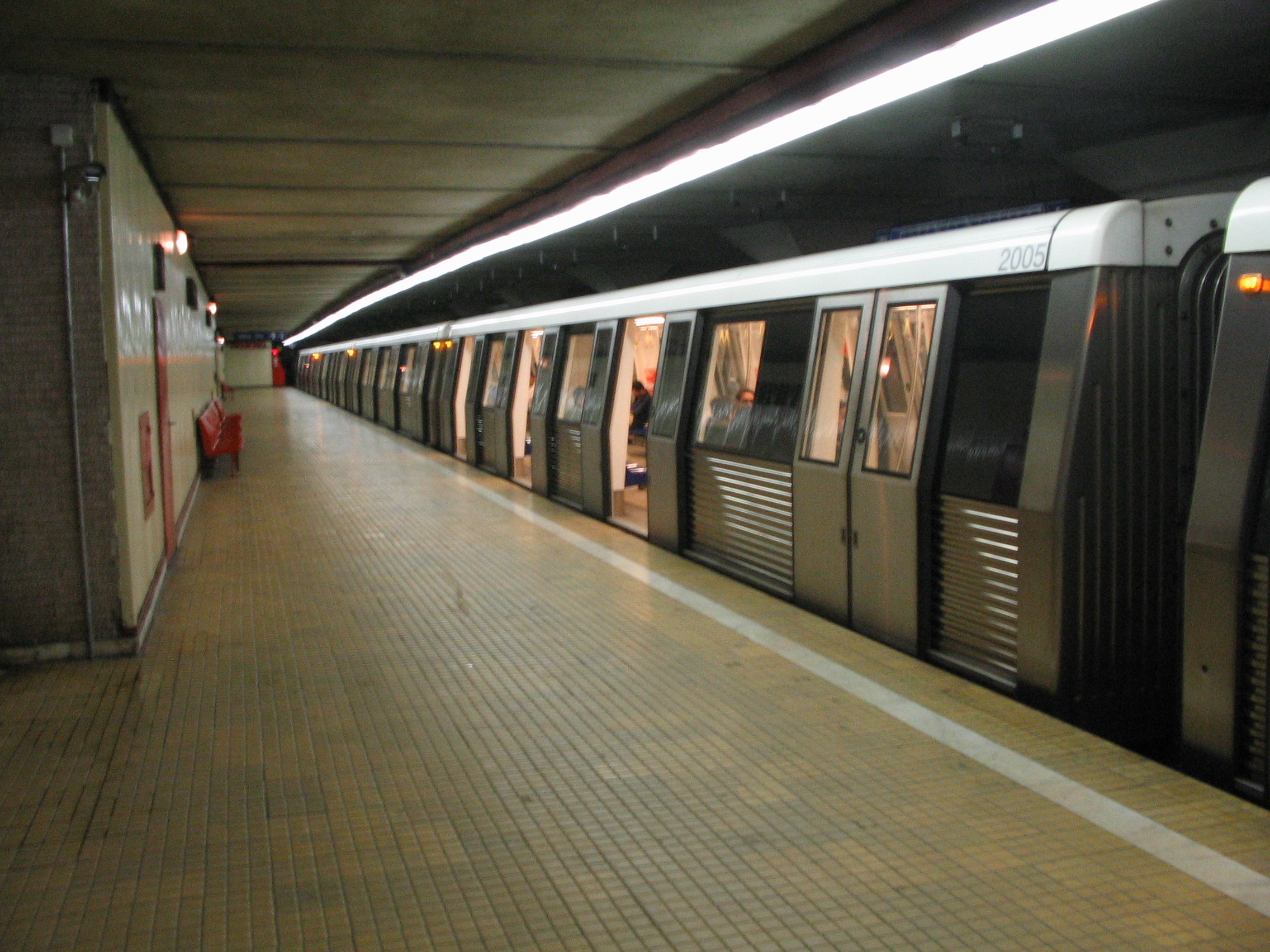
ボンバルディアの車両。ピペラ駅にて。

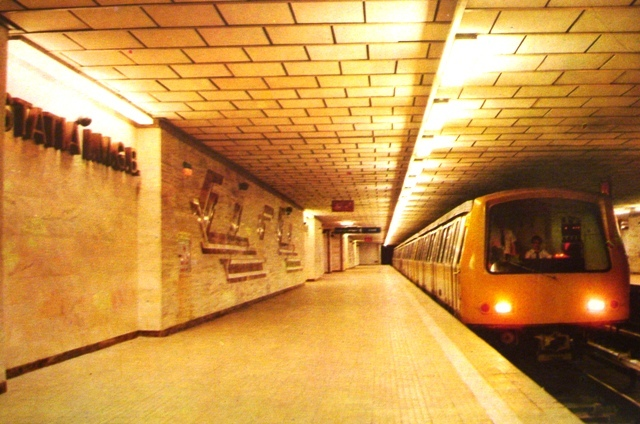
アストラIVA地下鉄, 1980年代

- アストラ・ヴァゴアネ・カラトリ (Astra Vagoane Călători) 製（1978年-1993年製造） - 252本
- ボンバルディア製 Movia BM2 および BM21 （2002年-2008年製造） - 44本

アストラ製の車両は2両固定編成であり、M1号線とM3号線では、それが3本からなる長さ120メートルの6両編成で運行されている。一方、M4号線では2両編成×2本の4両編成となっている。アストラ製の車両は1978年から1993年の間に製造されたもので、次第に耐久年数を過ぎつつあり、改修または廃車が進んでいる。M2号線にはボンバルディア製の車両が導入されている。ボンバルディア製の車両は6両固定編成であり、6両ある車両は全て人が行き来できる。
アストラ製の車両は252本あり、うち181本が使用されている。2本または3本の編成によってひとつの列車を構成するため、この181本からおよそ60編成が構成され、うち30編成から50編成は日常的に使用されている。ボンバルディア製の列車は40本あり、いずれも日常的に使用されている。
ボンバルディア製の列車にはそれぞれ愛称がつけられている。M2号線の車両には花の名前が、M1/M3号線の車両には欧州連合諸国の首都の名前がつけられる。列車番号は4ケタからなっている。
- 最初のケタは車両の向きを表し、前半部は1、後半部は2となっている。
- 次のケタは路線を表し、0はM2号線、1はM1/M3号線を表している。
- 後半の2ケタは車両を表す通し番号である。

番号と愛称は次の通り:
| M2号線の列車 | M1/M3号線の列車 |
| --- | --- |
| - 1001 & 2001: ダリア（Dalia、ダリア） - 1002 & 2002: ナルチサ（Narcisa、スイセン） - 1003 & 2003: カメリア（Camelia、ツバキ） - 1004 & 2004: ザンビーラ（Zambila、ヒヤシンス） - 1005 & 2005: ヴィオレータ（Violeta、スミレ） - 1006 & 2006: マルガレータ（Margareta、フランスギク） - 1007 & 2007: ブジョロウ（Bujorul、ボタン） - 1008 & 2008: クリザンテーマ（Crizantema、シマカンギク） - 1009 & 2009: クライツァ（Craiţa、フレンチ・マリーゴールド） - 1010 & 2010: クリヌル（Crinul、ニワシロユリ） - 1011 & 2011: イァソミア（Iasomia、ジャスミン） - 1012 & 2012: フレジア（Frezia、フリージア） - 1013 & 2013: イリスル（Irisul、アヤメ） - 1014 & 2014: ヌファルル（Nufărul、スイレン） - 1015 & 2015: ナルバ（Nalba、ウスベニタチアオイ） - 1016 & 2016: マグノリア（Magnolia、モクレン） - 1017 & 2017: リリアクル（Liliacul、ライラック） - 1018 & 2018: グラディオーラ（Gladiola、グラジオラス） | - 1101 & 2101: エウロパ（Europa (ヨーロッパ） - 1102 & 2102: ブクレシュティ（Bucureşti、ブカレスト） - 1103 & 2103: ストックホルム（Stockholm、ストックホルム） - 1104 & 2104: ベルリン（Berlin、ベルリン） - 1105 & 2105: ロンドラ（Londra、ロンドン） - 1106 & 2106: パリス（Paris、パリ） - 1107 & 2107: ローマ（Roma、ローマ） - 1108 & 2108: マドリード（Madrid、マドリード） - 1109 & 2109: ルクセンボウルグ（Luxembourg、ルクセンブルク） - 1110 & 2110: ブルクセレス（Brussels、ブリュッセル） - 1111 & 2111: ヴィエナ（Viena、ウィーン） - 1112 & 2112: アテナ（Atena、アテネ） - 1113 & 2113: コペンハーガ（Copenhaga、コペンハーゲン） - 1114 & 2114: ブダペスタ（Budapesta、ブダペスト） - 1115 & 2115: プラガ（Praga、プラハ） - 1116 & 2116: ヴァルショヴィア（Varşovia、ワルシャワ） - 1117 & 2117: ハーガ（Haga、ハーグ） - 1118 & 2118: ヘルシンキ（Helsinki、ヘルシンキ） - 1119 & 2119: リサボナ（Lisabona、リスボン） - 1120 & 2120: ブラティスラヴァ（Bratislava、ブラチスラヴァ） - 1121 & 2121: ドゥブリン（Dublin、ダブリン） - 1122 & 2122: ニコシア（Nicosia、ニコシア） - 1123 & 2123: タリン（Talin、タリン） |

車両の色は、アストラ製の車両では白色の地に2本の黄色または赤の横線が窓の下の高さに入っている、ボンバルディア製の車両ではステンレス鋼の車体に白と黒で着色されている。電気方式は750ボルトの直流、第三軌条方式だが、第三軌条方式では危険な整備施設の内部では架空電車線方式となっている。最大速度は80キロメートルであるが、計画中のM5号線では100キロメートルが予定されている。

## 信号システム
信号システムはルーマニア鉄道（en）と同様のものが使われていた。
- 赤: 停止
- 黄色: 次の信号が赤
- 青: 進行（次の信号も青）

列車と次の列車との最小時間差は90秒である。M2号線では、信号システムはATPシステムに取って代わられた。その後、信号は使われておらず、駅と駅の間にある信号は完全に消灯している。駅にある信号はATPの文字が入った赤が点灯されている。ATPシステムは他の路線へも導入が予定されている。

## 批判

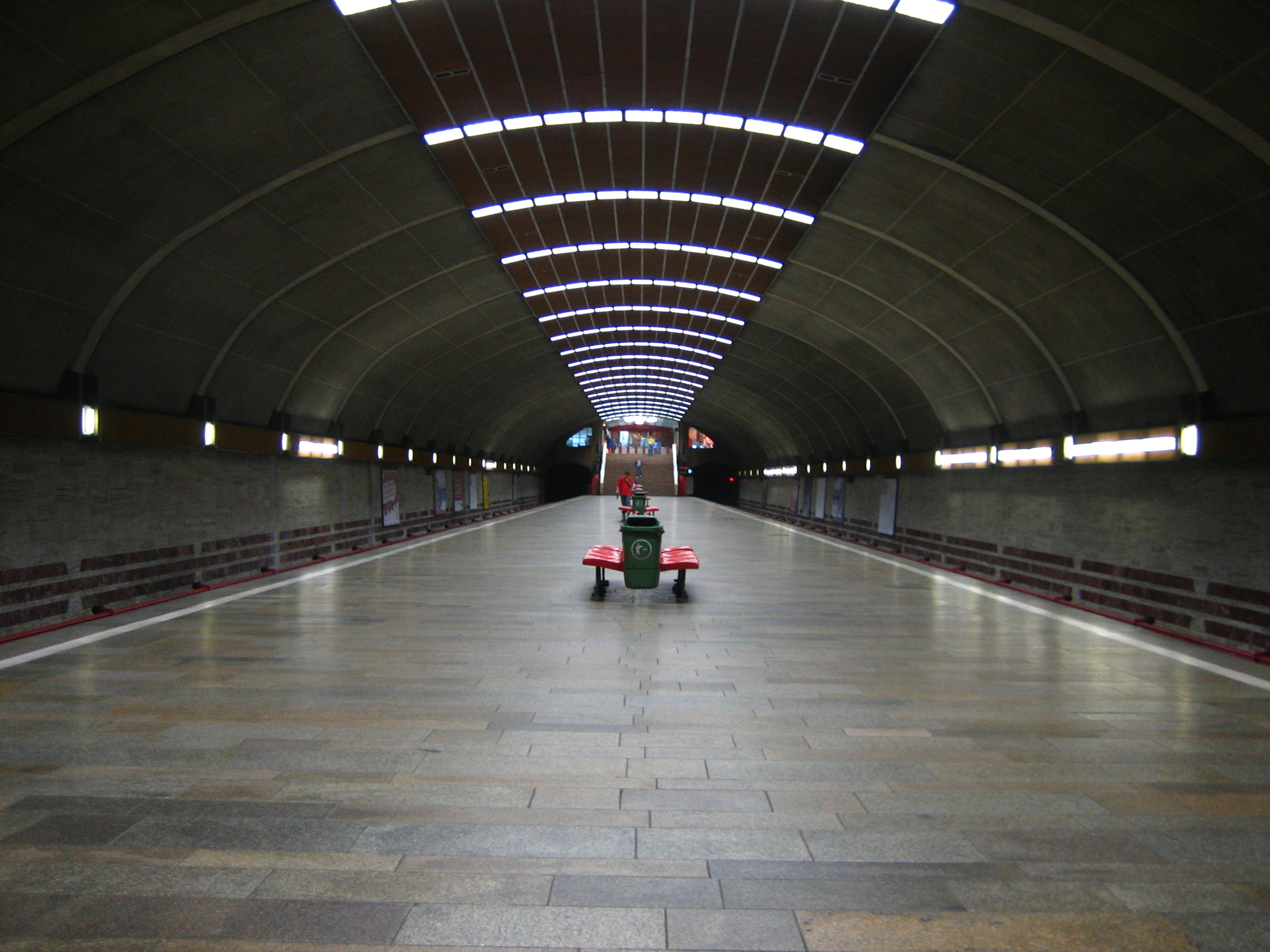
M1号線・ティタン駅

ブカレスト地下鉄はとてもよく機能している公共交通機関であるが、次のような観点からの批判がある。そのひとつは案内表示や地下鉄ネットワーク地図が少ないことである。ほとんどの駅にはネットワーク地図が置かれず、その路線の駅名を一覧したパネルか、その路線の代表的な数駅が掲載されたパネルが掲げられているだけである。さらに、ほとんどの駅には通路や出口の案内がない。このため、地下鉄の中で迷ってしまったり、逆方向の列車に乗ってしまうような事例が頻発している。このことは問題とされており、ドリストル、ピアツァ・ウニリイ、エロイロール、ピアツァ・ヴィクトリエイ駅はじめ幾らかの駅には情報ブースやネットワーク地図が導入されている。
その他の問題のひとつとして、音声案内があげられる。列車内では、列車が駅に到着するタイミングでは駅名が音声で案内されることはなく、ドアが閉まった時に次の駅の名前がアナウンスされる。アナウンスの内容は「注意してください。ドアが閉まります。次の駅は・・・駅、出口は右／左側です。」（Atenţie, se închid uşile! Urmează staţia ... cu peronul pe partea dreaptă/stângă）というものである。しかしこの問題は、ボンバルディア製の新型車両の登場によってある程度解決された（新型車両の車内には、次の駅を常時表示する赤・橙色のドットマトリクス・ディスプレイが設置されている）。
その他には、ネットワークのカバー率の低さ（ブカレストの市域の多くのエリアではまったく地下鉄が走っていなかったり、駅と駅の間隔が非常に長い）、列車の本数の少なさなどが問題視されている。

## 開発予定
- M5号線（パンテリモン駅 - ピアツァ・ヤンクルイ駅 - ウニヴェルシタテ駅 - エロイロール駅間9.2キロメートル[5]）。完成すればM5号線は、M4号線を除く全ての路線と交差することになるが、市内中心部の建設を優先してエロイロール駅 - ピアツァ・ヤンクルイ駅間が2023年開業予定とされ[6][7][8]、その先のピアツァ・ヤンクルイ駅 - パンテリモン駅の優先順位は引き下げられて2030年開業予定（建設そのものを危ぶむ情報もある[9]）となっている。
- M6号線として、アンリ・コアンダ国際空港、アウレル・ヴライク国際空港を結ぶ計画が存在する。アンリ・コアンダ国際空港はルーマニアで最大の空港であるが、ブカレストからは通常バスが運行されているのみである。アウレル・ヴライク国際空港へも路面電車で結ばれているのみである。両空港は共にブカレストの北に位置しているため、この路線の延伸によって両空港間の移動を容易にし、両空港の利便性を向上することができる。この路線の拡張はまた、市北西部に位置するピアツァ・プレセイ・リベレ、パジューラ、バネアサといった地区をブカレスト中心部と結ぶことになる。14.2キロメートル、12駅で費用は10億ユーロ程度と見積もられている[10]。2013年2月26日に来日したルーマニアのコルラツェアン外務大臣は、岸田文雄外務大臣との会談上、この路線のために日本がODAを拠出したことに感謝して新駅のひとつに「トウキョウ」と名付けることを表明した[11]。

## 料金
ブカレストの公共交通は市によって補助され、交通渋滞、大気汚染と路上駐車対策のために補助金の額は増額されている。路面電車、バス、トロリーバスを運行するRATBと同様、地下鉄は朝夕の通勤時間帯は混雑する。地下鉄利用者はカードを利用し、カードは路面電車、バス、トロリーバスでは使用できない。
2008年2月時点での料金は次の通りである。（日本円への換算は2008年8月28日時点のレート、1レウ=45.45円で計算）
- 2トリップ乗車券 - 2.2レイ（約100円） - 片道（1回の乗車）のための乗車券は販売されていない。
- 10トリップ乗車券 - 8レイ（約364円）
- 月間乗車券 - 23レイ（約1045円）
- 学生月間乗車券 - 11.5レイ（約523円）
- 1日乗車券 - 4レイ（約182円）
- 70歳以上の市民は無料